# Аксур, царь Ормуза
Axur, re d’Ormus («Аксур, король Ормуза») — оперная трагикомическая драма в пяти действиях Антонио Сальери. Либретто написал Лоренцо да Понте. «Аксур» — это итальянская версия франкоязычного произведения Сальери «Тарар» 1787 года, либретто которого написал Пьер-Огюстен Карон де Бомарше.

## Краткий обзор
Аксур, царь Ормузского царства на берегу Персидского залива, приказывает одному из своих воинов, Альтамору, похитить Аспазию. Она жена Атара, героического командира армии Аксура. Не зная, кто похитил Аспазию, но подозревая в этом заморского врага, Атар говорит с царём и молит о справедливости. Тронутый его мольбой, Аксур позволяет Атару сесть на корабль и отправиться на поиски жены. Прежде чем Атар уходит, раб-слуга Аксура, Бискрома, сообщает генералу, что царь похитил Аспазию и спрятал её в царском гареме. Теперь вражеские войска угрожают вторгнуться в Ормуз, и люди умоляют Атара спасти их.

## История постановок
Премьера «Аксура» состоялась в венском Бургтеатре 8 января 1788 года, заглавную партию исполнил Франческо Бенуччи, первый Фигаро Моцарта. Она стала одной из самых известных опер в Вене, исполняясь гораздо чаще, чем «Дон Жуан» Моцарта, который впервые был исполнен в Вене 7 мая 1788 года.

## В популярной культуре
Финал «Аксура» появляется в фильме 1984 года «Амадей». Фильм даёт неверное представление, будто опера «Аксур» якобы исполнялась вскоре после девятого и последнего исполнения «Свадьбы Фигаро» Моцарта в 1786 году и до смерти отца Моцарта Леопольда Моцарта 28 мая 1787 года.

## Действующие лица и исполнители
| Роль                             | Голос       | Актёрский состав на премьере, 8 января 1788 года (дирижер — Антонио Сальери) |
| -------------------------------- | ----------- | ---------------------------------------------------------------------------- |
| Аксур, царь Ормуза               | баритон     | Франческо Бенуччи                                                            |
| Артенео, верховный жрец Брахмы   | баритон     | Франческо Буссани                                                            |
| Альтамор, воин, сын Артенео      | бас         | Лодовико Трентанове                                                          |
| Атар, воин                       | тенор       | Винченцо Кальвези                                                            |
| Аспазия, жена Атара              | сопрано     | Луиза Ласки-Момбелли                                                         |
| Бискрома, раб                    | бас/баритон | Стефано Мандини                                                              |
| Фьяметта, жена Бискромы          | сопрано     | Тереза Кальвези                                                              |
| Эламир                           | сопрано     | Франциска Дистлер                                                            |
| Урсон, воин                      | бас         | Никколо Дель Соле                                                            |
| Раб                              | бас         |                                                                              |
| Арлекин                          | тенор       |                                                                              |
| Смеральдина                      | сопрано     |                                                                              |
| Бригелла                         | баритон     |                                                                              |
| Рабы, воины, жрецы Брахмы, народ |             |                                                                              |